# Olios clarus
Olios clarus là một loài nhện trong họ Sparassidae.
Loài này thuộc chi Olios. Olios clarus được Eugen von Keyserling miêu tả năm 1880.